# Giải vô địch bóng đá nữ U-17 châu Á 2005
Giải vô địch bóng đá nữ U-17 châu Á 2005 diễn ra tại Namhae, Hàn Quốc từ 16 tới 26 tháng 4 năm 2005.

## Vòng bảng
Giờ thi đấu là giờ địa phương (UTC+09:00).

### Bảng A
| Đội       | Tr | T | H | B | BT | BB | HS  | Đ |
| --------- | -- | - | - | - | -- | -- | --- | - |
| Hàn Quốc  | 3  | 3 | 0 | 0 | 25 | 2  | +23 | 9 |
| Thái Lan  | 3  | 2 | 0 | 1 | 19 | 7  | +12 | 6 |
| Ấn Độ     | 3  | 1 | 0 | 2 | 10 | 13 | −3  | 3 |
| Indonesia | 3  | 0 | 0 | 3 | 0  | 32 | −32 | 0 |

| Hàn Quốc | 15 – 0  | Indonesia |
| --- | ------- | --------- |
| Choi Hae-Sook 2', 37' · Jeon Ga-Eul 9', 13', 21' · Park Ji-Young 10', 66' · Kim Soo-Jin 15', 39' · Kim Cho-Hee 19' · Kwon Hah-Nul 41' · Jung Won-Jung 47', 52' · Park Cho-Rong 80+1', 80+3' | Báo cáo |           |

| Thái Lan                                                                 | 6 – 4   | Ấn Độ                                      |
| ------------------------------------------------------------------------ | ------- | ------------------------------------------ |
| Sornsai 6', 71', 76' · Chawong 13' · Nampeng 17' · Sukunya Peangthem 65' | Báo cáo | Ngangom 40+1', 41', 51' · Suganya Raju 46' |

| Ấn Độ | 0 – 7   | Hàn Quốc                                                                                            |
| ----- | ------- | --------------------------------------------------------------------------------------------------- |
|       | Báo cáo | Kwon Hah-Nul 28', 37' · Park Ji-Young 35', 52' · Jeon Ga-Eul 45' · Cho So-Hyun 74' · Lee Ye-Eun 79' |

| Indonesia | 0 – 11  | Thái Lan |
| --------- | ------- | --- |
|           | Báo cáo | Thongchon 8', 55' · Nampeng 11' · Kertsombun 12' · Sornsai 22', 30', 38', 41', 66' · Panratsamee 24' · Ngoendi 73' |

| Hàn Quốc                                             | 3 – 2   | Thái Lan                  |
| ---------------------------------------------------- | ------- | ------------------------- |
| Lee Ye-Eun 13' · Park Ji-Young 46' · Yoo Young-A 70' | Báo cáo | Sornsai 31' · Chawong 75' |

| Ấn Độ                                                                    | 6 – 0   | Indonesia |
| ------------------------------------------------------------------------ | ------- | --------- |
| Ngangom 26', 54' · Hmar 41+' · Thangjam 52' · Chingtham 75' · Devi 80+1' | Báo cáo |           |

### Bảng B
| Đội        | Tr | T | H | B | BT | BB | HS  | Đ |
| ---------- | -- | - | - | - | -- | -- | --- | - |
| Nhật Bản   | 3  | 3 | 0 | 0 | 64 | 0  | +64 | 9 |
| Guam       | 3  | 1 | 1 | 1 | 1  | 18 | −17 | 4 |
| Hồng Kông  | 3  | 1 | 1 | 1 | 3  | 24 | −21 | 4 |
| Bangladesh | 3  | 0 | 0 | 3 | 2  | 28 | −26 | 0 |

| Hồng Kông | 0 – 22  | Nhật Bản |
| --------- | ------- | --- |
|           | Báo cáo | Hara 5', 30', 35' · Nagasato 6', 17', 23', 29', 39', 57' · Ono 19', 33', 38' · Ataeyama 32', 53' · Tanaka 45' · Kawamura 45', 62' · Uchibori 47', 56', 65' · Hori 80+2', 80+3' |

| Bangladesh | 0 – 1   | Guam         |
| ---------- | ------- | ------------ |
|            | Báo cáo | Atkinson 38' |

| Nhật Bản | 24 – 0  | Bangladesh |
| --- | ------- | ---------- |
| Hara 5', 31', 37', 45', 49', 54', 70' · Hatsumi 11', 60' · Matsubara 19', 40' · Kakazu 24', 31', 71', 80+1' · Kawamura 36', 41+', 41+' · Hori 57', 61', 75', 76' · Ataeyama 65' · Akthar 73' (l.n.) | Báo cáo |            |

| Guam | 0 – 0   | Hồng Kông |
| ---- | ------- | --------- |
|      | Báo cáo |           |

| Guam | 0 – 18  | Nhật Bản |
| ---- | ------- | --- |
|      | Báo cáo | Tanaka 9', 57', 82' · Hara 22' · Ono 25', 43' · Hori 28', 38', 67' · Uchibori 40', 41', 80+1' · Ataeyama 45', 50' · Nagasato 59', 64', 69' · Kawamura 65' |

| Hồng Kông                                             | 3 – 2   | Bangladesh           |
| ----------------------------------------------------- | ------- | -------------------- |
| Diêu Hy Văn 37' · Pinki 71' (l.n.) · Trương Vĩ Kỳ 80' | Báo cáo | Bolu 34' · Bagum 74' |

### Bảng C
| Đội               | Tr | T | H | B | BT | BB | HS  | Đ |
| ----------------- | -- | - | - | - | -- | -- | --- | - |
| Trung Quốc        | 2  | 2 | 0 | 0 | 34 | 0  | +34 | 6 |
| Đài Bắc Trung Hoa | 2  | 1 | 0 | 1 | 7  | 7  | 0   | 3 |
| Singapore         | 2  | 0 | 0 | 2 | 0  | 34 | −34 | 0 |

| Trung Quốc                                                     | 7 – 0   | Đài Bắc Trung Hoa |
| -------------------------------------------------------------- | ------- | ----------------- |
| Mã Hiểu Húc 11', 14' · Lý Lâm 32', 38' · Lý Nam 58', 76', 80+' | Báo cáo |                   |

| Đài Bắc Trung Hoa                                                                           | 7 – 0   | Singapore |
| ------------------------------------------------------------------------------------------- | ------- | --------- |
| Lâm Mạn Đình 19' · Lại Lệ Cầm 35', 56', 62', 76' · Hung Chia-Chun 38' · Trần Hiểu Quyên 58' | Báo cáo |           |

| Singapore | 0 – 27  | Trung Quốc |
| --------- | ------- | --- |
|           | Báo cáo | Vương Ni 3' · Lý Nam 4', 13', 30', 38', 42', 46' · Lý Văn 6', 15' · Lô Ái Tuyết 11', 44', 69' · Lý Lâm 14', 18', 20', 49', 68', 80', 80+1' · Joleen 24' (l.n.) · Mao Ái Hồng 36', 70' · Hà Trân 40', 71' · Vương Linh Linh 73' · Từ Văn Giai 75' · Thangarajoo 77' (l.n.) |

### Xếp hạng đội thứ ba
Kết quả của các đội thuộc bảng A và B trước các đội cuối bảng không được tính.
| Bảng | Đội               | Tr | T | H | B | BT | BB | HS  | Đ |
| ---- | ----------------- | -- | - | - | - | -- | -- | --- | - |
| A    | Thái Lan          | 2  | 1 | 0 | 1 | 8  | 7  | +1  | 3 |
| C    | Đài Bắc Trung Hoa | 2  | 1 | 0 | 1 | 7  | 7  | 0   | 3 |
| B    | Guam              | 2  | 0 | 1 | 1 | 0  | 18 | −18 | 0 |

## Vòng đấu loại trực tiếp

### Bán kết
| Hàn Quốc | 0 – 4   | Nhật Bản                                    |
| -------- | ------- | ------------------------------------------- |
|          | Báo cáo | Nagasato 46', 52' · Ataeyama 64' · Hori 78' |

| Trung Quốc                                                     | 6 – 0   | Thái Lan |
| -------------------------------------------------------------- | ------- | -------- |
| Mã Hiểu Húc 9', 16', 74', 77' · Sarian 29' (l.n.) · Lý Lâm 46' | Báo cáo |          |

### Tranh hạng ba
| Hàn Quốc          | 1 – 2   | Thái Lan                    |
| ----------------- | ------- | --------------------------- |
| Jung Won-Jung 68' | Báo cáo | Chawong 17' · Peangthem 65' |

### Chung kết
| Nhật Bản          | 1 – 1 (s.h.p.) | Trung Quốc      |
| ----------------- | -------------- | --------------- |
| Hara 51'          | Báo cáo        | Mã Hiểu Húc 41' |
| Loạt sút luân lưu |                |                 |
|                   | 3 – 1          |                 |

## Cầu thủ ghi bàn hàng đầu
12 bàn
- Hara Natsuko

11 bàn
- Nagasato Asano

10 bàn
- Hori Yoshie
- Lý Lâm

9 bàn
- Pitsamai Sornsai
- Lý Nam

7 bàn
- Mã Hiểu Húc

6 bàn
- Ataeyama Konomi
- Kawamura Mari
- Uchibori Ritsuko

5 bàn
- Bala Devi Ngangom
- Park Ji-Young
- Ono Hitomi